# تائوئیسم

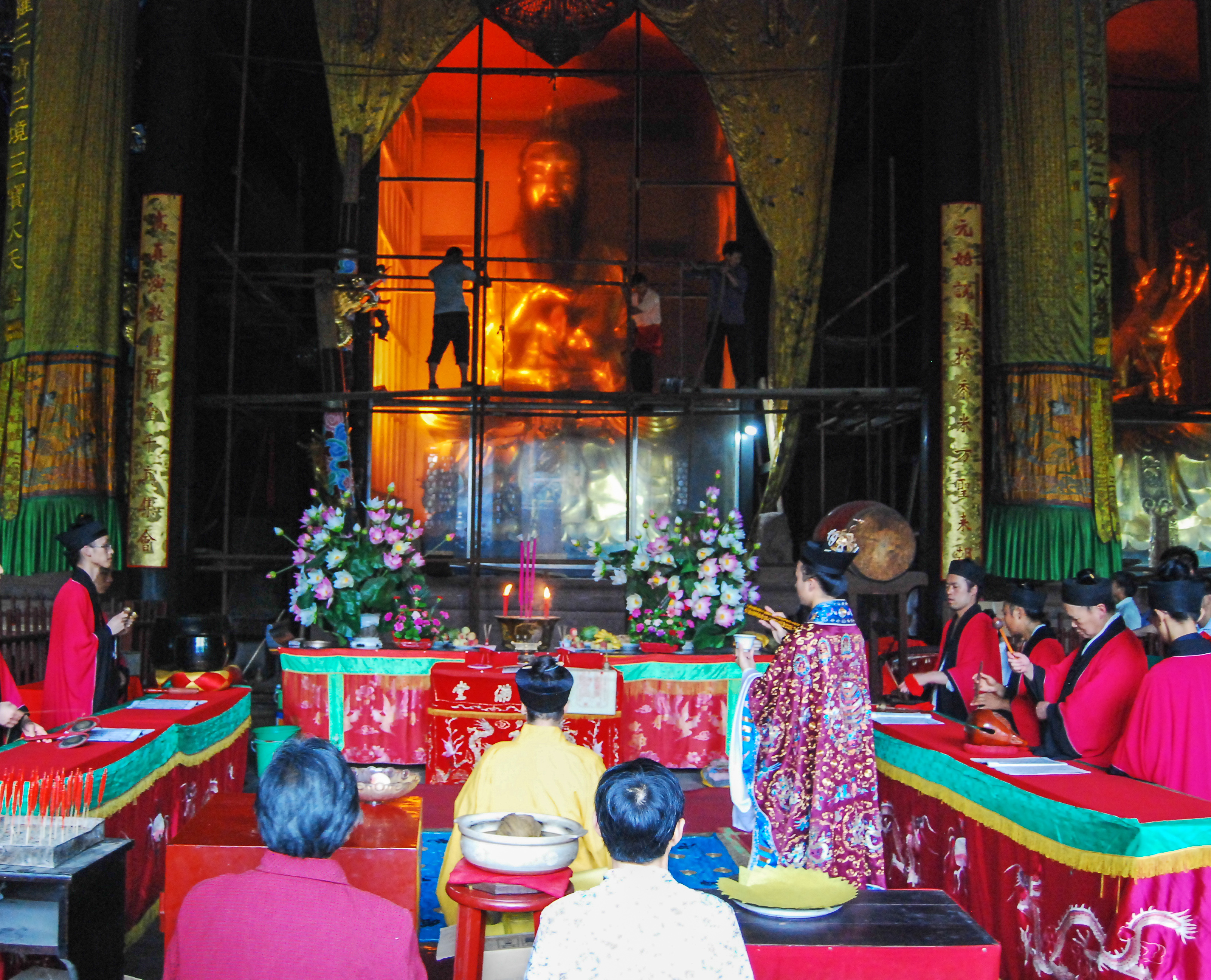
مراسم تائو در کوئینگ یانگ گونگ (معبد بز سبز) در چنگدو

تائوئیسم یا دائوئیسم (به چینی: 道教) و (به انگلیسی: Taoism) یا فلسفه تائو، دینی منسوب به لائوتسه فیلسوف چینی که بر اداره مملکت بدون وجود دولت و بدون اعمال فرم‌ها و اشکال خاص حکومت مبتنی است، که در قرن ۶ پ.م در چین با مجموعه‌ای از معتقدات و مناسک و اعمال مذهبی پیدا شد و بعدها با مسائلی فلسفی و عرفانی نقش بست. این اعتقاد اکنون ۲۵۰۰ ساله است و ریشه آن به کشور چین بازمی‌گردد.

## خاستگاه تائوئیسم
بنیانگذار این دین، فردی به نام لائوتسه است. او یکی از بزرگ‌ترین فیلسوفان قبل از کنفوسیوس بود. وی از سیاست بیزار بود و شغلش کتابدار سلطنتی چو بود که به آن علاقه‌ای نداشت؛ بنابراین در صدد ترک چین برآمد. هنگامی که قصد عبور از مرز چین را داشت مرزبانی به او گفت: «حال که دستگاه حکومت را ترک و گوشه نشینی را انتخاب می‌کنی، برای من کتابی بنویس» او کتابی را در دو بخش که مجموعاً ۵۰۰۰ کلمه داشت نوشت و بعد از آن آواره شد. محل مرگ وی مشخص نیست اما گفته می‌شود که ۸۷ سال عمر کرد.
نام کتاب او دائو ده جینگ به معنای راه و فضلیت بود. به نظر برخی از محققان اندیشه‌های اولیه تائویی قبل از لائوتسه بوده ولی او آن را زنده کرده‌است.

## معناشناسی
لائوتسه در نخستین جمله دائو ده جینگ تعریف دائو را امری محال می‌داند. از اینرو، دائو در پرده‌ای از اسرار نهانی و ازلی مستور است. واژه تائو در فارسی به معنای راه و فضیلت ترجمه شده‌است. راهی که پیروان این آیین باید در آن حرکت کنند. تائوئیست‌ها اعتقاد دارند که تفکر فقط در مباحث بکار می‌رود و بی‌ارزش است. تفکر قبل از هر سودی دارای زیان است. آن‌ها اعتقاد دارند که برای راه درست زندگی باید عقل را طرد کرد. به همین دلیل آن را حقیر دانسته و می‌گویند انسان باید به سادگی و گوشه‌گیری و غرق شدن در طبیعت بپردازد. آن‌ها می‌گویند دانش فضیلت نیست بلکه هر چه علم بیشتر شود برشمار رذائل افزوده می‌شود. دانش از خرد به دور است و میان یک خردمند و عارف دانشمند تفاوت زیادی وجود دارد. بدترین حکومت از نظر تائوئیست‌ها حکومت فلاسفه است. فیلسوفان در سایه پندارهای خود جریان طبیعی را به شکلی مسخ شده مطرح می‌کنند. آن‌ها می‌گویند: فیلسوفان کارشان سخن‌آوری و پندارسازی است و این ناتوانی آن‌ها را می‌رساند. آن‌ها می‌گویند: روشنفکر دولت و حکومت را به خطر می‌اندازد، زیرا در قالب و مقررات سخن می‌گوید. اما در مقابل فرد ساده دل که در امور شخصی خود لذت کار مقرون به آزادی را دریافته‌است، اگر به قدرت برسد برای جامعه خطر کمتری نسبت به روشنفکر و فیلسوف دارد. زیرا ساده دل می‌داند که قانون خطرناک است و قبل از هر فایده‌ای ضرر دارد. پس چنین فرمانده ساده دلی تا می‌تواند در زندگی مردم کمتر پیچیدگی ایجاد می‌کند؛ و آن‌ها را به حیات ساده که مطابق طبیعت است سوق می‌دهد.
تائوئیست‌ها کتابت را امری اهریمنی و مایه پریشانی می‌دانند. آن‌ها اعتقاد دارند که نوآوری همیشه به ثروت ثروتمندان و زور زورمندان می‌افزاید؛ بنابراین به کتابت و صنعت توجه‌ای ندارند. داد و ستد را در حد روستاها قبول دارند.

## جنبه‌های آئین تائو

### جنبه فلسفی
می‌گویند که این دین نیست بلکه، فلسفه‌ای است که در قرن ۴ و ۵ ق. م مطرح شده‌است؛ و کنفوسیوس در قرن ۶ ق. م با یکی از فلاسفه تائویی به نام (یانگ چو) ملاقات داشته‌است که سعی می‌کرده تمدن بشری را کنار بگذارد.
یانگ چو در قرن ۵ ق. م می‌زیسته‌است. او می‌گوید: نظام اجتماعی مردم چین دچار آشفتگی شده و امراض علاج ناپذیری بر جامعه استیلا پیدا کرده و حیات مردم را به خطر انداخته‌است. پس هر کس مسئول نفس خودش است ولاغیر؛ بنابراین او زندگی خود را در اولویت قرار داد و آن را گرانبهاتر از هر چیز می‌دانست؛ و گفت: «نباید اشیاء و امور خارجی بر شخصیت و روح انسان غلبه کند.»
یانگ چو و پیروان او به راه تسلیم صرف رفتند و آخرین حکیمی که در این راه به سرنوشت گردن نهاد چویانگ تزو بود.
چویانگ تزو گفت: «وقتی دست چپ من به شکل خروس درآید آن را علامت زمان شب می‌دانم و اگر دست راست من به شکل کمانی در آید، آن را آلت شکار مرغی قرار خواهم داد. اگر پایم به شکل چرخ درآید و جان من مانند اسب دونده‌ای شود بر آن سوار خواهم شد و حرکت خواهم کرد و به اسب احتیاج ندارم». به این صورت متوجه می‌شویم که نظر وی ساده اندیشی و طبیعت‌گرایی بوده‌است.
به عقیده تائوئیست‌ها مرد حکیم و دانشمند کسی است که راز سعادت عمر و کلید نیک‌بختی را در زندگی به دست آورد و به قضا و قدر تسلیم شود و به جریان حوادث راضی باشد. آن‌ها نفس خود را تسلیم راه تائو کردند و اعتقاد داشتند هر کس که راه طبیعت را انتخاب کند، طبیعت گوهر سعادت عمر و صفای نفس به او عطا می‌کند.
برخی از متفکران بعدها کتاب (دائو ده جینگ و چوآنگ تزو) را جمع‌آوری و کتاب دینی خود قرار دادند. در این کتاب آمده‌است «شن تائو زندگی خود را بر ترک دانش گذاشت و تن را به تقدیر سپرد، و نسبت به اشیا وامور دنیوی بی اعتنا شد. او گفته «دانش غیر از معرفت نیست.» او دانش را بی‌اعتبار دانسته و در صدد نابودی آن بود. او تفکر گذشته و آینده را ترک و به همه چیز بی‌تفاوت بود و به هرجا که سوق داده می‌شد می‌رفت. او همانند گردبادی سیار به هر کجا می‌رفت و خود را در معرض باد طبیعت قرار می‌داد.
کتاب دائو ده جینگ که همان فلسفه دائو است در قرن 7 ق. م تنظیم شده فلسفۀ آن بر این قائده‌است که «هر گاه اشیا در طریق طبیعی سیر کنند هر آیینه با نهایت هماهنگی و تناسب و کمال حرکت خواهد کرد. تائو یک راه ازلی است و به هیچ مانع و حایلی برخورد نمی‌کند به سهولت و نرمی پیش می‌رود. تائو تعریف غیرممکنی دارد و می‌گویند که کلمات و عباراتی که در زمان حادث به‌وجود می‌آید ممکن نیست بر امری ازلی و قدیمی احاطه داشته باشد؛ بنابراین هر اسمی بر تائو عین حقیقت آن است.»
تائو در پرده‌ای از اسرار است. سعی و تلاش در طلب تائو انسان را به حالت سرمدی قبل از وجود (عالم عدم) می‌کشاند. در این کتاب مطرح شده که تائو چگونه در عالم هستی اثر گذاشته‌است و تائو خودش پاسخ می‌دهد که: «هدف انسان در زندگی آن است که خودش را با تائو هماهنگ کند تا در طول عمر به حد کمال برسد. همان گونه که زمین و آسمان در اثر جریان تائو به تناسب و التزام کاملی رسیده‌اند و همان‌طور که خاقان‌های دوران گذشته در نتیجه تسلیم مطلق خود به طریقه تائو برای خود و رعایای خود خوش‌بینی و فراوانی به بار آورند. بر همین قیاس هم، هر فرد می‌تواند به مرتبه سلامت و سعادت برسد به شرط آن که زندگی خود را با تائو هم وزن کند. تائوئیست‌ها اعتقاد دارد که انسان فاعل مختار است و در انتخاب روش زندگی خود آزاد است و حتی می‌تواند راهی را بر خلاف راه ازلی تائو پیش گیرد که حاصل آن رنج و درد است. شاید انسان از روی پندار و غرور خود را بزرگ‌تر از طبیعت ببیند و تصور کند که می‌توان بر طبیعت پیروز شود. اما این خیال باطل است و انسان گرچه مختار است و تائو او را آزاد گذاشته، ولی تا می‌تواند باید با قانون تائو معارضه نکند.»
می‌گویند که طبیعت مشوق و نیکوکار نیست و با بی‌رحمی و بی‌تفاوتی هر چه خواست می‌کند. هر که با تائو مخالفت کرد نابود می‌شود. هرکس خودخواه است هرگز نخواهد درخشید و خود پسند هرگز راه کمال نخواهد پیمود. چنین کسی مانند غده‌ای ناهنجار مورد نفرت تائو خواهد بود. تائو پر خروش نیست بلکه خاموش و بی‌آزار است که دیده و شنیده نمی‌شود و باید با حالت کشف و شهود آن را شناسایی کرد.
چینی‌ها اعتقاد دارند که تائو به معنای راه و صراط است. آسمان، زمین و انسان ها می‌توانند خود را با تائو هماهنگ سازند تا از کمال وجودی خود بهتر بهره ببرند. تائو ضمن آن که ساکت راکد است در عین حال هیچ کاری و چیزی نیست که نکرده باشد. کسانی که راه تائو را مطالبت نمی‌کنند شاید به‌طور موقت در اعمال خود کامیابی جزئی داشته باشند، ولی خبر ندارند که قانون تائو تغییرناپذیر است. تائو در مقابل همه چیز ثابت و استوار است و هر حرکتی بر خلاف تائو اگر به آخر هم برسد فوری واکنش خواهد داشت.
تائوئیست‌ها اعتقاد دارند که همه چیز به عالم وجود برمی‌گردد و از آنجا به عالم عدم بازگشت می‌کند. بسیاری از چیزها که در عالم رشد کرده و شکوفا شده‌است دوباره به اصل خود بازمی‌گردد. یعنی همه چیز به نقطه حرکت خود رجوع می‌کند و در آنجا همه موجودات به هم آمیخته شده و یک واحد مطلق را تشکیل می‌دهد و این نتیجه معیشت راه تائو است. تمامی موجودات که در زیر آسمان جای گرفته‌اند اسیر قدرت تائو هستند.
تائو همواره خود را تیره و تار نشان می‌دهد ولی ثابت و اصیل است و ضمن مخفی بودن بر همه موجودات احاطه دارد. تائو با چشم دیده نمی‌شود و به همین دلیل تصور می‌کنند که تائو نامعلوم و معدوم است. اگر به او گوش بسپارند، چیزی شنیده نمی‌شود بنابراین تصور می‌کنند که آرام است. اگر دست به سوی او دراز کنند نمی‌توانند او را لمس کنند؛ بنابراین تائو را جز لایتناهی می‌دانند.
حواس انسان‌ها تائو را موشکافی می‌کند ولی عاقبت سرگردان و حیران می‌شوند. تائو شخصیت و هویت ندارد اما همه شخصیت‌ها و هویت‌ها مظاهر گوناگون او هستند که در دنیا ظاهر شده‌اند. او دارای صورت و شکل نیست و از این رو افراد متفکر دربارهٔ او اندیشه می‌کنند اما برای او هیچ گونه رسم پرستش و عبادت به جا نمی‌آورند. او به استدعا و التماس مردم پاسخ نمی‌دهد بلکه یک سبک عملی و ازلی است که به واسطه تائو همه معدوم‌ها به وجود می‌آیند. همه چیز در اثر تائو از نیست به هست در می‌آید؛ و اگر در مورد آن تفکر خاصی داشته باشند به جایی نمی‌رسد. از آن جایی که سرنوشت تائو سرنوشت همه چیز را معین می‌کند می‌توان آن را حاکم نامید که اطاعت و توافق با اراده آن یک نوع ایمان عرفانی لطیف است که از فلسفه بالاتر است و هر کس سعی دارد تا خود را با این حقیقت ازلی وفق دهد.
در کتاب دائو ده جینگ که تعلیمات تائو در آن درج شده‌است تعالیم اخلاقی زیادی دیده می‌شود که از دو قاعده (مثبت و منفی) پیروی می‌کند. هر تائویی که در قاعده مثبت وارد می‌شود در قاعده منفی نیز وارد می‌شود تا به آن تعلق یابد. مردی که به تعالیم تائو رفتار کند در اثر هم وزن ساختن وجود خود با تائو دارای یک نیروی سحری خواهد شد که این نیروی سحری جنبه منفی دارد و از برکت آن هیچ‌کس و هیچ چیز بر او غالب نمی‌شود و حتی می‌تواند با افراد قسی‌القلب و جانوران درنده و … مقابله کند و از مرگ در امان باشد. کسی که دارای نیروی تائو باشد حیات طولانی دارد و می‌تواند از انحلال و ضعف قوا مصون بماند. در این کتاب آمده‌است «من بدان کسانی که به من نیکی کنند، نیکی می‌کنم؛ و بدان‌ها که نیکی نمی‌کنند نیز نیکی می‌کنم و این چنین نیکی باقی می‌ماند» در جایی دیگر می‌گوید «این که مردم را دروغگو می‌شماری، این عیب در خودت هست. چرا که سخن آن‌ها را قبول نداری» دائو ده جینگ می‌گوید: فرضیه حکومتی چین با این عبارت مشخص می‌کند که تنهاترین اصل سیاسی که دائو در کتاب دائو ده جینگ سازگار است آزاد گذاشتن مردم است. عدم ملاحظه حکومت در زندگی مردم راه پایداری صلح آزادی است.
تائو به‌طور ازلی وابدی غیرفعال است ولی با این همه چیزی و کاری نیست که او نکرده باشد. اگر خاقان و حاکمان چین در برگه نوشته‌اند این اصل را رعایت می‌کردند همه به راه صلاح پیش می‌رفت.
در این کتاب مدینه فاضله را روستایی کوهستانی معرفی می‌کند، سرزمین کوچک با جمعیت اندک که در آن ماشین‌های وجود دارد که چندین برابر انسان‌ها کار می‌کنند. اما مردم از آن‌ها استفاده نمی‌کنند و نمی‌خواهند که به جای دیگر مهاجرت کند. در این سرزمین وسیله نقلیه فراوان است اما کسی مایل به راندن آن نیست. جنگ‌افزار جنگی فراوان است ولی کسی حاضر به استفاده از آن نیست. در واقع مردم روستا می‌خواهند با صلح و صفا زندگی کنند؛ بنابراین دیگر محلی برای جنگ و نزاع وجود ندارد. در این کتاب آمده‌است «اسلحه هر چند زیبا است ولی وسیله‌ای مورد اکراه است و باید از آن دوری کرد.»

### جنبه دینی
از سال ۱۶۵ میلادی آیین تائو رنگ دینی پیدا کرد و در آن سال خاندانی به نام «هوآن» از سلسله هان رسماً هدایایی را به لائو تزو که مؤسس تائو بود تقدیم کرد و معبد مخصوص را برای او بنا کرد و رسماً به آن جنبه دینی داد. اما مجدداً این جنبه دینی کم رنگ شده تا در دوران «لی شی مین» در قرن هفتم که بنیان‌گذار سلسله «تانگ» بود به وی ایمان آورد و رسمیت مخصوص به آیین تائو می‌دهد.
در قرن هفتم در سراسر چین آیین بودا رواج پیدا می‌کند و آیین کنفوسیوس نیز پیروان فراوان داشت. با آن که فضلا به آیین بودا گرایش داشتند امّا به لحاظ اخلاقی به آیین کنفوسیوس تمایل داشتند؛ بنابراین تائو از نظر روشنفکران و طالبان علوم غیبی یک نوع مقبولیت داشت ولی هیچ‌یک از آیین‌های تائو و کنفوسیوس افراد بی‌سواد را راضی نمی‌کرد و آن‌ها به آیین بودایی گرایش داشتند. در آیین تائو منابعی وجود داشت که در برابر آیین بودا که ارمغان سرزمین بیگانه بود می‌توانست قد علم کند و به همین خاطر افسانه‌های زیادی برای لائو تزو مطرح شد. آن‌ها برای خاقان الوهیت قایل شدند و آن را عالم اسرار می‌دانستند؛ و در کنار معبد او به تقلید از بوداییان مجسمه‌هایی ساختند و نوشته‌هایی در ردیف صحف مرسل بود و معابد بزرگی در مقابل بوداییان بنا کردند؛ بنابراین مردم می‌آموختند که در این معابد روح لائو تزو حاکم است و او را به عنوان معبودی برجسته قرار دادند. این روش در تائو بدون غرض نبود. در سال ۱۰۰۴ میلادی «چن تسونگ» خاقان چین از تاتارهای ختن شکست خورد که این برای حکومت او یک ننگ محسوب می‌شد و به عبارتی اعتبار خود را از دست داد؛ بنابراین برای چاره جویی به دنبال ساحران و جادوگران رفت و وزیر مکار او پیشنهاد داد که از طریق امور غیرواقعی (دروغ و شیادی) آبروی خودش را بدست آورد. اما وی قبول نکرد.
وزیر گفت خاقان‌های چین در گذشته بعد از شکست به این نیرنگ‌ها متوسل می‌شدند و چاره‌ای جز این نیست؛ بنابراین با مراجعه به کتابخانه سلطنتی و هم فکری دانشمندان، نظریه وزیر تأیید شد و در سال ۱۰۰۸ میلادی مجلسی تشکیل و در آن اعلام شد که در رؤیایی به او نشان داده شد که ملکوت آسمانی به او فرمان داده‌است و الان نیز آن فرمان از دیواره دروازه شهر آویخته شده‌است. نوشتار طومار چیزی شبیه به کتابت لائوتزو بود. مردم با دیدن این طومار بر دروازه شهر تسونگ را معظم و معزز معرفی کرده و طومار مذکور به سراسر چین فرستاده شد. در سال ۱۰۱۲ میلادی مجدداً اعلام شد که در مکاشفه‌ای نگارنده طومار (یوهوانگ) بوده‌است. وی در قرن ۹ میلادی فردی در ردیف لائوتزو بود و به همین دلیل در میان مردم جایگاه ویژه‌ای پیدا کرد و مردم از خاقان راضی شدند و از دینی که او در آن مورد نظر و تفقد خدایان اساطیری قرار گرفته بود شاد شدند و از آن زمان به بعد خاقان را آسمانی و یگانه ذات واحد می‌دانستند و شروع به ساخت یک هزار حکایت برای مردم کردند.
تسونگ برای جلب رضایت مردم کم‌کم صحبت از بهشت و دوزخ کرد و گفت افرادی که نیکوکار هستند به بهشت می‌روند که مکان آن جزیره‌ای است بین چین و ژاپن و تاکنون کسی از آنان بازنگشته‌است و دوزخ مکانی است که در آن افراد بد عذاب و شکنجه می‌شوند. از آن زمان به بعد در آیین تائو روحانیون آمدند و به این اندیشه‌های خرافی دامن زدند و مردم به لائو تزو اعتقاد خاصی پیدا کردند. آن‌ها تزو را خاقان عالم زبر جدین می‌دانستند. کم‌کم تثلیت و سه‌گانه پرستی در آیین ریشه پیدا کرد و ثالوثی به نام سه گوهر طاهر که شامل (لائوتزو/لینگ پانو/یوهوانگ) بود شکل گرفت.
آن‌ها اعتقاد دارند که ۸ روح جاوید به اتفاق خدای کانون خانوادگی و خدای محافظ شهر بر کل عالم حکومت می‌کند. در افسانه‌های تائویی ارواح جایگاه زیادی دارند و می‌گویند که آن‌ها در کوهستان‌های مرتفع زندگی می‌کنند و ابتدا انسان‌های زاهد و ریاضت کش بودند که یکی از آن‌ها شراب ناب درست می‌کند و دیگری آن را می‌نوشد و یکی نی می‌نوازد و مابقی آن‌ها را نگاه می‌کنند.
خدای (هوشین کو) در ابتدا دختری بود که در مغازه فردی زندگی می‌کرد و در اثر ریاضت به ابدیت رسید. خدایان حافظ دروازه‌ها ۲ نفر هستند که در اول هر سال مورد احترام قرار می‌گیرند. تصاویر آن‌ها با البسه سپاه، نیزه و شمشیر مشخص است که به روی دو لنگه درب دروازه آویزان می‌کنند. تا به برکت آن‌ها به شهر آسیب نرسد. با این اوصاف آیین تائو دوام نیاورد.

## شخصیت چوانگ تزو
چوانگ تزو شخصیتی دیگری است که در تائو اهمیت و جایگاه خاصی دارد. او در قرن ۴ ق. م می‌زیست و در فلسفه تائو شناخته شده‌است. او سعی می‌کرد که دستورهای لائو تزو را انتشار دهد. او که دارای ۳۳ مقاله‌است در حقیقت مبانی افکار کنفوسیوس را دنبال می‌کند. او در حالی که به تائو ایمان داشت و آن را مرکزیت وجود می‌دانست اما در مسئله تبدیل صورت تائو یا تحویل طبیعت از کتاب تائو چینگ فراتر رفته و می‌گوید: «اشیا و موجودات عالم در یک حرکت دایره‌ای از وجود و تحول دور می‌زند. زمان‌ها به‌طور متوالی فرا می‌رسد و فصول چهارگانه از پی هم می‌گذرد و هر کدام که وارد می‌شود دیگری نابود می‌شود؛ و از این دایره بی‌نهایت (یانگ و یین) به‌وجود می‌آید؛ و این فعل و انفعالات که در اثر ادغام به‌وجود می‌آید میان مردم و تا ابد وجود خواهد داشت.»
چوانگ تزو برای مبدأ سکون و عدم فعالیت که از اصول مهم تائو است استدلال می‌کند که «چون در این عالم قاعده تبدیل احوال طبیعی به‌طور منظم حکم فرما است به همین دلیل نیک و بد مطلق وجود ندارد؛ و نیکی وبدی هر دو نسبی هستند. همه اشیا در حدود خود مساوی هستند و هر چیزی را که طبیعت یعنی تائو در زمان حال به‌وجود می‌آورد مانند چیزهایی است که در زمان گذشته و آینده به‌وجود آورد یا خواهد آورد. وهمه آن‌ها در زمان خود خوب و ضروری هستند؛ بنابراین خوب و بد یا خیر و شر مطلق وجود ندارد و با مثالی می‌گوید:اگر انسان در مردابی بخوابد به بیماری فلح مبتلا می‌شود ولی همین مرداب برای مارماهی مناسب است. برای انسان زندگی به روی شاخه درخت خطرناک است ولی برای میمون مناسب است. در نتیجه خوبی و بدی یک امر واحد برای انسان، مارماهی و میمون نیست؛ و هر کدام نسبت به دیگری فرق می‌کند و هیچ‌کدام قاعده مطلق نیست. این اندیشه باعث شد که او دربارهٔ گذشته نیز نظر دهد که «ما آن کس را که در زمان نامناسب به خطا آمد و بر ضد جریان آب شنا کرد ناحق می‌خوانیم و آن کس را که به هنگام مناسب آمد و با زمان خود سازگار بود حامی حق می‌دانیم. شما چگونه بین بلندی و پستی فاصله می‌نهید و بین کوچک و بزرگ قیاس می‌کنید). چونگ تزو می‌گوید: شیر دریایی که یک پا دارد بر هزار پا حسد می‌ورزد و مار بر باد و باد نیز در کار چشم حیران است؛ و چشم بر فکر وعقل حسد می‌ورزد."
شیر دریایی به هزار پا می‌گوید من در آرزوی یک پای دیگر هستم ولی به مراد خود نمی‌رسم. تو این همه پا را از کجا آورده‌ای؟ او می‌گوید: طبیعت من چنین است و من در ساختن آن هیچ نقشی ندارم.
هزار پا به مار می‌گوید: چگونه من با این همه پا نمی‌توانم به تندی تو که هیچ پا نداری حرکت کنم؟
مار می‌گوید: این یک ساختمان طبیعی است و در آن هیچ تغییری روانیست؛ و به پا هیچ حاجتی ندارم.
مار به باد می‌گوید: من می‌توانم در یک جهت به سرعت حرکت کنم اما شکل و اندام دارم. چطور تو که هیچ شکل و اندام نداری می‌توانی از شمال به جنوب و از شرق به غرب بوزی و همه جا را درنوردی؟
باد می‌گوید: درست است که همه دنیا را درمی‌نوردم و حتی درختان تنومند را می‌شکنم و حتی بناهای بزرگ را ویران می‌کنم اما آن که بتواند مرا پس بزند از من تواناتر است.
تزو می‌گوید که باد خردمند است و در داوری به کسی حسد نمی‌ورزد؛ و در تحلیل عاقلانه روشن ساخت که قدرت او با دیگران متفاوت است؛ و همان باد به‌طور نسبی خالی از ضعف نیست. چرا که گفت «هر کس که مرا پس بزند از من تواناتر است.»
از این سو باد با نیروی قدرت به راهی می‌رود که طبیعت نشان داده‌است. چونگ تزو این منطق را برای انسان صادق می‌داند و می‌گوید: «انسان نباید دربارهٔ بزرگ و کوچک، بلند و پست، درست و نادرست مجادله کند بلکه باید همه چیز را به تقدیر و تغییر تائو بسپارد که اگر چنین کند در وحدت طبیعت به باد و مار و هزارپا خواهد پیوست.»
لانگ تزو اعتقاد داشت که مرد حکیم حواس خود را برای درک اشیا متغیر و موجودات متعدد عالم وجود یا عالم ماده به‌طور انفرادی خسته نمی‌کند بلکه همیشه سعی می‌کند که در اموال کلی عالم سیر کند و با چشم جهان‌بین خود بر مطلق اشیا نظر کند.
از دید تزو جان انسان در تائو جای دارد و در تائو ذرات وجود او مطرح است؛ بنابراین تمایز و تباین را ترک می‌کند و همه چیز را در عالم یکی می‌داند؛ و در مثالی می‌گوید: بشنو ولی نه با گوش خود بلکه با فکر خود و فکر کن با جان خود. بگذار حس شنیدنت با همان گوش بماند و فکرت با همان تصاویر و تخیلات خود درنگ کند ولی تو از جان و روان خودت پرتو بگیر و با سلامت با خارج سازگار باش که تائو همین است.
چوانگ با همین عقیده مبانی فلسفی خود را پیش می‌برد و بدون آن که غم و اندوهی به خود راه دهد و بی‌دردسر زندگی خود را طی می‌کرد.
در حکایتی از او می‌گویند: زمانی که زن تزو مرگش فرارسید دوستی به نام «هوی تزو» داشت که مرد عاقلی بود. وی برای تسلیت به دیدن تزو رفت؛ و دید که تزو در گوشه‌ای نشسته‌است و طبلکی می‌زند.
مرد گفت: زنت مرده و پسرت بی‌سرپرست شده. خجالت نمی‌کشی؟
گفت: اول که زنم مرد افسوس خوردم. اما بعد فکر کردم متوجه شدم که او از ازل بی‌جان بوده و صورت و شکلی هم نداشته‌است و از لوث ماده نیز پاک بوده‌است. در طول یک دوره آشفتگی که اسمش حیات و زندگی است. این ماده به وجود آمده و شکل گرفت و این صورت جان پیدا کرد و به صورت زن درآمد. حال که کارها بر عکس شده‌است یعنی تغییر و تبدیل انجام شد و این صاحب جان بی‌جان شد و این صاحب صورت ترک صورت گفته و نابود شده دیگر باید غصه بخورم؟ و سرگذشت زن من عین فصول سال است که می‌آیند و می‌روند و پابرجا نیستند و همان‌طور که بر آن‌ها افسوس نباید خورد بر مرگ زن من نیز نباید افسوس خورد و اگر افسوس بخورم از حقیقت تقدیر جاهل مانده‌ام.
یکی دیگر از مسایلی که دربارهٔ او مطرح می‌کنند این است که روزی در کنار رودخانه‌ای نشسته بود و ماهی می‌گرفت؛ و دو نفر از طرف حاکم «چو» آمدند و گفتند که او نزد وی شود. تزو گفت: من شنیده‌ام که در نزد حاکم لاک‌پشتی است که ۳۰۰۰ سال پیش مرده و از اجدادش به او رسیده و آن را مقدس می‌شمارد. به نظر شما اگر این لاک‌پشت زنده باشد و در لجن زار زندگی کند بهتر است یا مرده باشد و درون محفظه‌ای نگهداری شود و مقدس بشماریدش؟
گفتند: اگر زنده باشد.
گفت: من الان زنده‌آم و در لجن زار!
برای مطالعهٔ بیشتر در تفکر و فلسفهٔ چوانگ تزو (جوانگ زه) می‌توانید به منابع زیر مراجعه کنید:
- صوفیسم و تائوئیسم، نوشتهٔ توشیهیکو ایزوتسو، ترجمهٔ محمدجواد گوهری، نشر روزنه.
- آزادی همچون آری گفتن، اثر گِلینگ شانگ، ترجمهٔ فرهاد کربلایی، نشر حکمت کلمه.